# 최대한 (2004년)
최대한(2004년 11월 30일~)은 대한민국의 사격 선수로 주 종목은 공기소총이다.

## 경력
광주동운초등학교 재학 시절까지 육상을 했으나 광주체육중학교에 진학하면서 사격을 진로로 정했다.
2023년에 처음 국가대표로 발탁되었으며 그 해 7월 대한민국 창원에서 열린 2023년 세계 주니어 선수권 대회에 참가했다. 그는 10m 공기권총 개인전에서 15위에 올랐고 장정인과 함께 출전한 혼성전에서 11위에 올랐으며 오준영과 신현준과 함께 출전한 단체전에서 인도와 중국의 뒤를 이어 동메달을 획득했다. 10월에는 창원에서 열린 2023년 아시아 선수권 대회에 참가했으며 10m 공기소총 종목에서 24위에 올랐다. 
이듬해인 2024년 1월에는 인도네시아 자카르타에서 열린 2024년 아시아 공기총 선수권 대회에 참가했다. 그는 10m 공기소총 종목에서 중국의 마쓰한의 뒤를 이어 은메달을 획득했고 박하준, 신현준과 함께 출전한 단체전에서도 금메달을 획득했다.